# Atlantisch orkaanseizoen 1907
Het Atlantisch orkaanseizoen 1907 duurde van 1 juni 1907 tot 30 november 1907. Het seizoen 1907 was een van de inactiefste seizoenen sinds er vanaf halverwege de negentiende eeuw er betrouwbare waarnemingen hieromtrent voorhanden zijn. Het seizoen is een der zeer weinige seizoenen, die geen enkele orkaan heeft voortgebracht, naast het seizoen 1914. Het seizoen leverde slechts vijf tropische stormen. Opgemerkt moet worden dat men destijds nog geen beschikking had over satellieten, die niet alleen continu observaties mogelijk maken, maar ook stormen in één oogopslag in hun gehele omvang tonen. Destijds was men afhankelijk van waarnemingen van weerstations en de scheepvaart. Sommige systemen zijn moeilijk te classificeren, omdat er te weinig waarnemingen zijn. Daarom kan het zijn dat er tropische cyclonen zijn 'gemist', omdat zij een te korte levensduur hadden, of hun koers ver van de kust en de gebruikelijke scheepvaartroutes lagen. Daarom is het mogelijk, dat andere, zwakke en kortlevende tropische stormen aan de waarneming is ontsnapt.

## Cyclonen
Anders dan tegenwoordig kregen tropische cyclonen geen namen. De cyclonen zijn gemakshalve genummerd op chronologische volgorde, waarin zij voor het eerst verschenen.

### Tropische storm 1
Tropische storm 1 werd het eerst waargenomen boven de Caribische Zee op 24 juli ten zuiden van Jamaica. Tropische storm 1 trok aanvankelijk naar het westnoordwesten en later naar het noordwesten, door de Straat Yucatan de Golf van Mexico. Boven de Golf van Mexico, ten zuiden van de kust van Louisiana maakte tropische storm 1 een scherpe wending naar het oostnoordoosten en landde in Florida op 29 juni met windsnelheden tot 93 km/uur. Tropische storm 1 draaide snel naar het noordoosten en volgde de Amerikaanse oostkust. Op 30 juni degradeerde tropische storm 1 en loste op boven New Brunswick.

### Tropische storm 2
Tropische depressie 2 werd het eerst waargenomen boven de Bahama's op 18 augustus. Zij trok naar het westnoordwesten, over het uiterste zuiden van Florida. In de Golf van Mexico promoveerde zij op 19 augustus tot tropische storm, die op 21 augustus landde nabij Gulfport in Mississippi. Tropische storm 2 draaide daarna naar het noordoosten en trok over de staten Mississippi, Alabama, Georgia, South Carolina en North Carolina, om ten slotte boven Virginia op 23 augustus te verzwakken tot tropische depressie, die een paar uur later oploste. Tropische storm 2 was gedurende zijn bestaan nooit meer dan een zwakke tropische storm met windsnelheden van maximaal 75 km/uur.

### Tropische storm 3
Tropische storm 3 werd op 27 september voor het eerst waargenomen boven het zuidwesten van de Golf van Mexico, ten noorden van de Baai van Campeche. Tropische storm 3 trok naar het noordoosten en bereikte zijn maximum met windsnelheden tot 83 km/uur op 28 september, voordat tropische storm 3 landde in het uiterste noordwesten van Florida. Tropische storm 3 trok over Florida, Georgia en South Carolina, voordat hij weer boven de Atlantische Oceaan terechtkwam. Op 29 september degradeerde tropische storm 3 tot tropische depressie ten oosten van de kust van North Carolina, die een dag later oploste.

### Tropische storm 4
Tropische storm 4 werd voor het eerst waargenomen halverwege Bermuda en Hispaniola op 17 oktober. De storm trok naar het noordoosten, had op zijn hoogtepunt windsnelheden van 83 km/uur op 17, 18 en 19 oktober en verdween op 20 oktober ruim ten westen van de Azoren, ongeveer halverwege de Azoren en de Amerikaanse kust.

### Tropische storm 5
Ook tropische storm 5 was een zwakke tropische storm, die op 6 november voor het eerst werd waargenomen ruim ten zuidwesten van de Azoren. Aanvankelijk trok tropische storm 5 naar het zuidzuidwesten, toen naar het noordnoordwesten en ten slotte naar het noordoosten. Tropische storm 5 verdween ten slotte op 12 november boven de Atlantische Oceaan, halfweg de Azoren en Newfoundland. Tropische storm 5 was een zwakke tropische storm met maximale windsnelheden tot 75 km/uur op 8, 9, 10 en 11 november.